# Nataša Petrovska

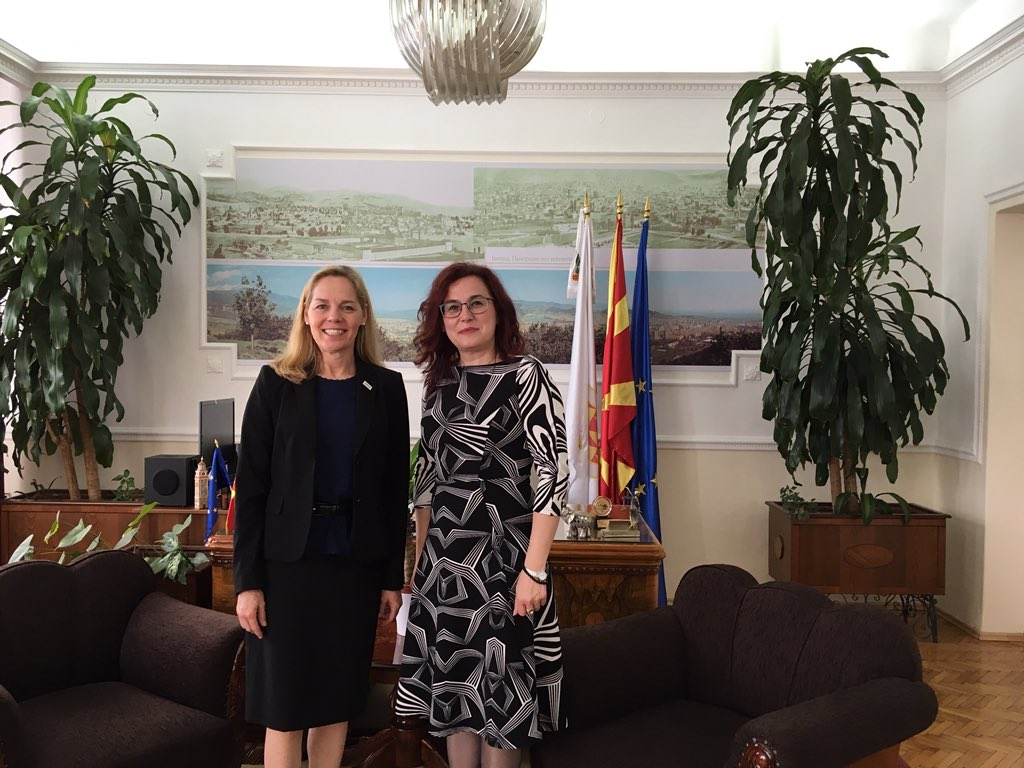
Nataša Petrovska (rechts), 2018

Nataša Petrovska (mazedonisch Наташа Петровска; * 18. Dezember 1971 in Bitola) ist eine nordmazedonische Politikerin der Sozialdemokratischen Liga Mazedoniens (SDSM). Sie ist seit dem 25. Oktober 2017 Bürgermeisterin der Stadt Bitola.

## Leben
Sie besuchte das Josip-Broz-Tito-Gymnasium in Bitola und studierte Mathematik an der Universität Skopje. An der Technischen Hochschule Georgi Naumov in Bitola war sie nach ihrem Studium Dozentin für Mathematik. Danach nahm sie ein weiteres Studium auf: An der Universität für Tourismus und Management in Skopje erhielt sie 2012 einen Master-Abschluss in Personalmanagement.
Nataša Petrovska ist verheiratet und hat zwei Kinder.

## Politische Karriere
Von 2013 bis 2017 war sie Mitglied des Stadtrats von Bitola und Fraktionsvorsitzende der Fraktion der SDSM im Stadtrat. Die Bürgermeisterwahl in Bitola gewann sie als Nachfolgerin des Bürgermeisters und Schauspielers Vladimir Taleski mit 59,77 Prozent der gültigen Stimmen.